# 1520 no Brasil
Esta é uma cronologia dos fatos acontecimentos de ano 1520 no Brasil.

## Nascimentos
- Estácio de Sá, militar português, fundador da cidade do Rio de Janeiro (m. 1567).

## Mortes
- Pedro Álvares Cabral, descobridor do Brasil (n. 1467).[1]